# 香港升旗隊總會
香港升旗隊總會（英語：Association of Hong Kong Flag-Guards，簡稱：AHKF），2002年7月1日成立， 推廣香港中小學校及團體的升旗文化，宗旨是讓人親身參與，認識與關心國家，增強對國民身份的認同。香港升旗隊總會是香港青少年制服團體之一。
2009年9月14日舉行第一期升旗隊成立典禮暨訓練班。 2022年1月1日，全港中小學校必須在特定日子，及每星期舉行升旗儀式。

## 另見
- 香港青少年制服團體
- 天安门国旗护卫队